# Scotopteryx sartata
Scotopteryx sartata är en fjärilsart som beskrevs av Alphéraky 1883. Scotopteryx sartata ingår i släktet backmätare, och familjen mätare. Inga underarter finns listade.